# Рахат (Уйгурский район)
Рахат (каз. Рахат) — село в Уйгурском районе Алматинской области Казахстана. Входит в состав Кыргызсайского сельского округа. Находится примерно в 22 км к северу от села Чунджа, административного центра района. Код КАТО — 196653200.

## Население
В 1999 году население села составляло 314 человек (160 мужчин и 154 женщины). По данным переписи 2009 года в селе проживало 211 человек (117 мужчин и 94 женщины).